# Patchwork
La patchwork (del inglés patchwork o labor de retal), es una técnica de costura que consiste en coser piezas de tela en un diseño más grande. En el caso de telas acolchadas es llamado quilt. El diseño más grande generalmente se basa en patrones repetitivos construidos con diferentes formas de tela (que pueden ser de diferentes colores). Estas formas se miden y cortan cuidadosamente, en formas geométricas básicas que las hacen fáciles de unir.

## Etimología
El anglicismo patchwork se compone de dos palabras, patch o retal y work o labor, por lo que vendría a traducirse como labor de retales o retacería.

## Usos
El patchwork se usa con mayor frecuencia para hacer edredones, pero también se puede usar para hacer tapetes, bolsos, tapices, chaquetas cálidas, fundas de cojines, faldas, chalecos y otros prendas de ropa. Algunos artistas textiles trabajan con patchwork, a menudo combinándolo con bordado y otras formas de costura.
Cuando se usa para hacer una colcha, este diseño de retazos o piezas más grande se convierte en la "parte superior" de una colcha de tres capas, siendo la capa intermedia el bateo y la capa inferior el respaldo. Para evitar que la guata se desplace, una colcha de retazos o de piezas a menudo se acolcha a mano o máquina usando una puntada continua para delinear las formas individuales que forman la parte superior de las piezas, o las puntadas de acolchado pueden ser patrones generales aleatorios o muy ordenados que contrastan con la composición del mosaico.

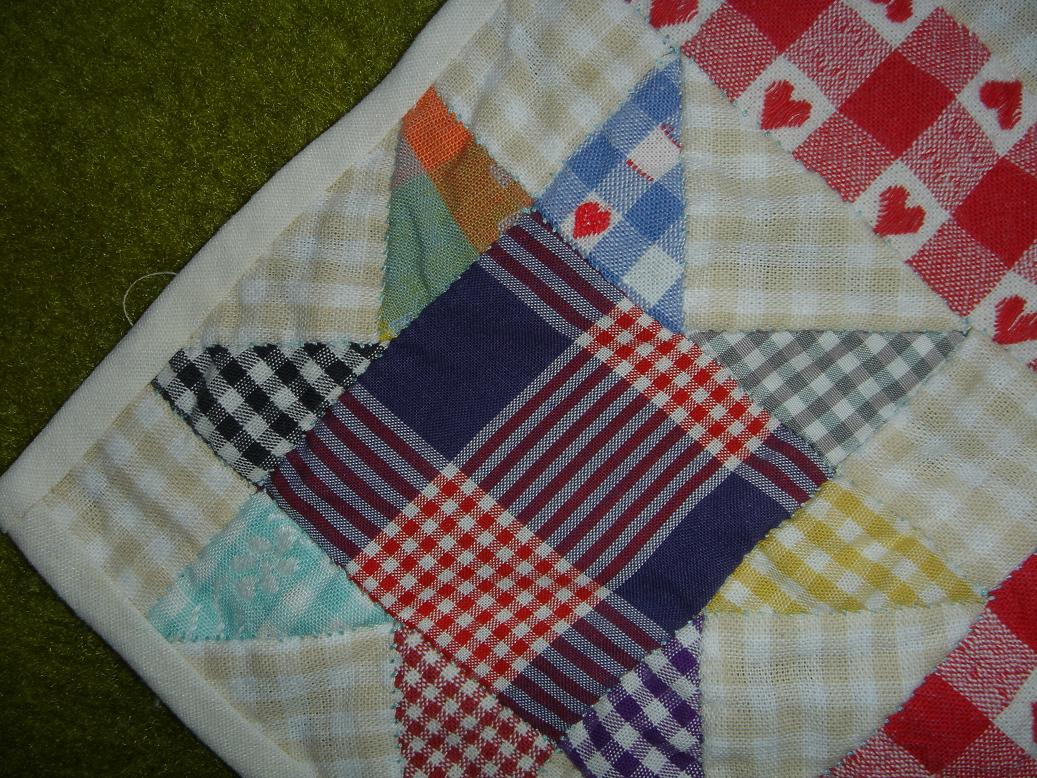
Tejido característico de patchwork

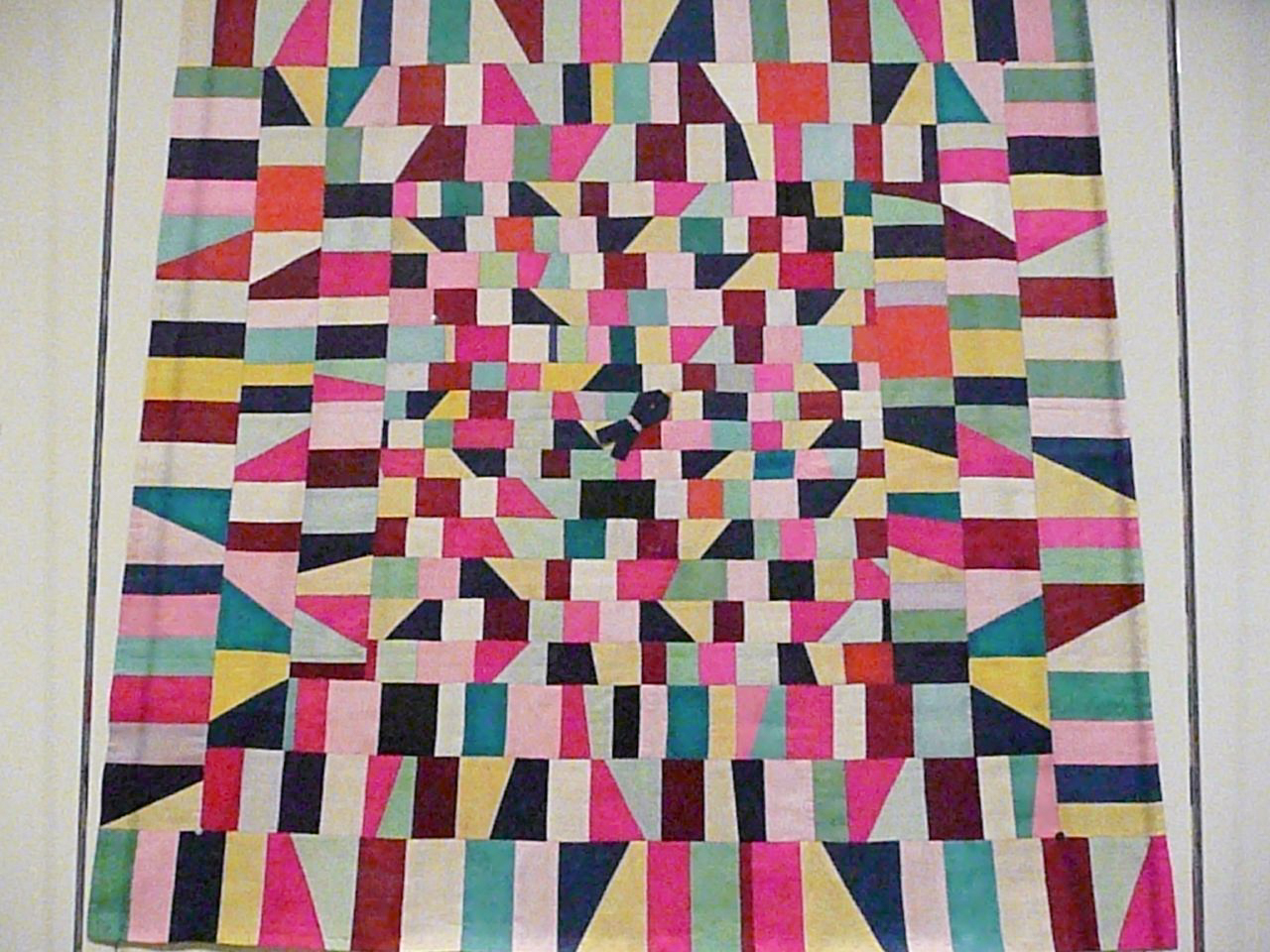
Retazal tradicional coreano bojagi.

## Historia

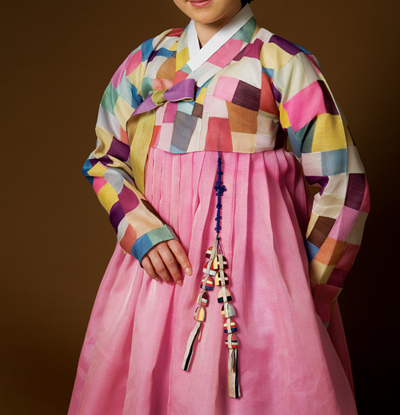
Mujer vistiendo un jeogori (chaqueta) tradicional hecho con Jogakbo, o patchwork coreano

A lo largo de la historia se ha encontrado evidencia de patchwork, juntando pequeñas piezas de tela para crear una pieza más grande y acolchando capas de telas juntas. El patchwork fue utilizado por los antiguos egipcios para su ropa, decoración de paredes, cortinas y muebles, con las representaciones más antiguas de hace 5500 años (3400 a. C.). El patchwork chino se cree que comenzó con el emperador Liu Yu de la dinastía Liu Song. Las piezas más antiguas conservadas datan de principios de la Edad Media, donde, entre otros usos, se usaron capas de tela acolchada en la construcción de armaduras, que mantenían a los soldados cálidos y protegidos. La armadura japonesa se hacía de una manera similar.
Usando esta técnica, las colchas (quilts) comenzaron a aparecer en los hogares de los siglos XI al XIII. A medida que el clima europeo se volvió más frío en esta época, aumentó la incidencia del uso de edredones de cama y, por lo tanto, se desarrolló la práctica de embellecer una tela simple mediante la creación de patrones y diseños, junto con el desarrollo de acolchados decorativos. La tradición de hacer edredones de esta manera fue llevada a América, especialmente a los Estados Unidos por los inmigrantes europeos.

### Estados Unidos
El patchwork sufrió un resurgimiento generalizado durante la Gran Depresión como una forma de reciclar la ropa desgastada en cálidos edredones. Incluso las piezas de material muy pequeñas y desgastadas son adecuadas para su uso en patchwork, aunque los artesanos de hoy en día utilizan más a menudo nuevas telas 100% algodón como base para sus diseños. En los EE. UU., el mosaico disminuyó después de la Segunda Guerra Mundial, pero volvió a revivir durante el bicentenario de Estados Unidos. En el pasado, el acolchado manual a menudo se hacía en grupo alrededor de un marco. En lugar de acolchar, las capas a veces se unen a intervalos regulares con hilos, una práctica conocida como atar o anudar, y que produce un "edredón"..

#### Popularidad
La encuesta Quilting in America de 2003 estimó que el valor total de la industria del acolchado estadounidense era de 2700 millones de dólares. Las exhibiciones internacionales de acolchado (quilt) atraen a miles de visitantes, mientras que cada fin de semana se llevan a cabo innumerables exhibiciones más pequeñas en las regiones locales. Las comunidades cibernéticas activas abundan en la web; se publican cientos de libros y revistas sobre el tema cada año; y hay muchos gremios y tiendas de acolchado locales activos en diferentes países. "Quilt Art" se establece como un medio artístico legítimo, con obras de arte acolchadas que se venden por miles de dólares a compradores corporativos y galerías. Los historiadores de edredones y los tasadores de edredones están revaluando la herencia de los edredones tradicionales y los edredones antiguos, mientras que coleccionistas y museos compran magníficos ejemplos de edredones antiguos por grandes sumas de dinero. El American Quilt Study Group participa activamente en la promoción de la investigación sobre la historia del acolchado.

### Asia
En la India, la costura de mantas utilizando diferentes piezas pequeñas de tela es un arte. Es conocido popularmente como Kaudhi en Karnataka. Estas mantas se regalan a los recién nacidos en algunas partes de Karnataka. Las tribus Lambani visten faldas con tal arte.
El patchwork también se hace en varias partes de Pakistán, especialmente en la región de Sindh, donde lo llaman ralli. Los edredones ralli paquistaníes son famosos en todo el subcontinente, incluso en Occidente. Estos edredones son parte de su tradición y están hechos por mujeres. Ahora estos están ganando reconocimiento internacional a pesar de que los han estado haciendo durante miles de años.
El patchwork también es común en Azerbaiyán, donde se le llama qurama.

### Egipto
La historia del patchwork no es del todo reciente. Data de 980 a. C. en Egipto. El patchwork fue usado por los primeros egipcios en su ropa y paredes. Las primeras piezas de patchwork que se conservan son de la Edad Media. En la tumba de la  reina egipcia Esi-Mem-Kev que vivió alrededor del año 980 a. C. se encontró un dosel funeral de patchwork. Además de Egipto,  se han encontrado patchwork tanto de las épocas antiguas, como medievales de la  India y la civilización China . Otro ejemplo de patchwork en Egipto es una figurita tallada de marfil descubierto en 1903. Era un faraón de la primera dinastía de Egipto, de alrededor del 3400 BC.

### Patchwork en la Rioja
En el marco de la artesanía textil de la Rioja, se denomina retazal o almazuela a la pieza tejida uniendo fragmentos de otras telas. El resultado puede ser una manta (colcha o cobertor), manteles y paños de diferentes tamaños y usos, e incluso una prenda de vestir. Deriva de la voz árabe almozala o almozaia, de almoçala, alfombrilla, cobertor de cama. Retazal es sinónimo de quilt y patchwork, más utilizados en los países de habla hispana.
Como término de identidad cultural se conserva principalmente en la comunidad autónoma de La Rioja, gracias sobre todo al trabajo de investigación y divulgación de Lola Barasoain. El retazal está documentado en textos riojanos del siglo XVII; como artesanía textil se conserva especialmente en la sierra de Cameros. Se trata de vistosas piezas con diferentes usos caseros, sobre todo colchas y manteles, que se confeccionan a partir de retales y trozos de ropa en desuso. Antiguamente también se elaboraban uniendo las muestras de telas que se entregaban a los pastores riojanos en la desaparecida fábrica textil de Ezcaray.
En La Rioja, la retacería se aplica a la elaboración de paños para las masas de panadería o pastelería (que deben cubrirse durante su leudado). Como artesanía viva, se conserva en Sorzano, Quel, Enciso, Villanueva de Cameros y Villoslada de Cameros (donde la "Asociación de Mujeres Artesanas de la Almazuela" cuenta con un taller de artesanía). En El Rasillo de Cameros se conoce a este tipo de confección con la denominación de "muestras" pues estaban realizados con los retales de muestras de la industria textil de la zona.
La confección de las almazuelas requiere muchas horas de trabajo. Por ello se reunían varias vecinas en los largos inviernos durante los "trasnochos" para coser, charlar y jugar, lo que se hacía en los corrales, cuadras y lugares templados.

## Otras lecturas
- Schnuppe von Gwinner (1988), The History of the Patchwork Quilt, ISBN 0-88740-136-8
- Eleanor Levie (2004), American Quiltmaking 1970–2000, ISBN 1-57432-843-3
- Celia Eddy (2005), Quilted Planet, ISBN 1-84533-009-9

- Datos: Q540684
- Multimedia: Patchwork / Q540684